# Igor Sergejewitsch Alexandrow
Igor Sergejewitsch Alexandrow (russisch Игорь Сергеевич Александров; * 5. Februar 1973 in Moskau, Russische SFSR) ist ein deutsch-russischer Eishockeyspieler, der zwölf Spielzeiten in der Deutschen Eishockey Liga aktiv war.

## Karriere
Der Stürmer begann seine Karriere in der höchsten russischen Spielklasse 1991 bei Chimik Woskressensk, nach einem einjährigen Abstecher nach Nordamerika zu den Springfield Indians in die AHL kehrte Alexandrow zur Saison 1994/95 nach Woskressensk zurück.
Während der Saison 1996/97 unterschrieb der Russe einen Vertrag bei den Nürnberg Ice Tigers aus der DEL, für die er bis 1998 auf dem Eis stand. Nach einem jeweils einjährigen Aufenthalt bei den Kölner Haien und den Hannover Scorpions stieß Alexandrow Saison 2000/01 zu den Augsburger Panthern, weitere DEL-Stationen waren die Iserlohn Roosters und die Adler Mannheim. 2006 kehrte Igor Alexandrow noch einmal zu den Ice Tigers zurück, doch noch während der laufenden Saison wechselte er wieder in die Superliga zu Metallurg Nowokusnezk.
Zur Saison 2007/08 unterzeichnete er einen Jahresvertrag bei den Füchsen Duisburg. Im Dezember 2008 wurde Alexandrow wegen fehlender Fitness aus dem Kader der Füchse gestrichen und spielte anschließend beim Kooperationspartner Herner EV in der Oberliga.
Alexandrow absolvierte in der Saison 2009/10 einige Spiele für Molot-Prikamje Perm in der zweithöchsten russischen Spielklasse, bevor seine Karriere bei unterklassigen Teams in Deutschland ausklang.

### Trainerlaufbahn
Igor Alexandrow wurde 2013 Cheftrainer beim EC Bergisch Land in der fünftklassigen NRW-Liga und führte den Verein in die Regionalliga-West. Kurz nach Beginn der Saison 2014/15 wurde er entlassen. Der Verein warf ihm einen „arbeitsrechtlichen Verstoß“ vor.
Anschließend war er im Nachwuchsbereich in Russland tätig. In der MHL B trainierte er in der Saison 2015/16 die Mannschaft von Krasnojarskje Rysi. In den beiden folgenden Spielzeiten übernahm er das MHL-Team Taifun.

## Persönliches
Zwei Söhne von Igor Alexandrow haben ebenfalls eine Eishockeykarriere eingeschlagen: Nikita Alexandrow spielt in der NHL, Artjom Alexandrow im unterklassigen Bereich in Deutschland.

## Erfolge und Auszeichnungen
- 2004 Norwegischer Meister mit den Storhamar Dragons

## Karrierestatistik
(Legende zur Spielerstatistik: Sp oder GP = absolvierte Spiele; T oder G = erzielte Tore; V oder A = erzielte Assists; Pkt oder Pts = erzielte Scorerpunkte; SM oder PIM = erhaltene Strafminuten; +/− = Plus/Minus-Bilanz; PP = erzielte Überzahltore; SH = erzielte Unterzahltore; GW = erzielte Siegtore; 1 Play-downs/Relegation; Kursiv: Statistik nicht vollständig)